# Rosenau Schloss
Rosenau Schloss ist eine Ortschaft und als Rosenau Schloß eine Katastralgemeinde der Stadtgemeinde Zwettl im Bezirk Zwettl in Niederösterreich. Die Ortschaft hat 58 Einwohner (Stand 1. Jänner 2024). Bis Ende 1970 war Rosenau Schloß eine eigenständige Gemeinde.

## Geschichte
Laut Adressbuch von Österreich waren im Jahr 1938 in der Ortsgemeinde Rosenau Schloß ein Bäcker, zwei Fleischer, ein Gastwirt, ein Gemischtwarenhändler, ein Tischler, ein Viehhändler und einige Landwirte ansässig.
Am 1. Jänner 1971 wurde im Zuge der Niederösterreichischen Kommunalstrukturverbesserung die bis dahin selbständigen Gemeinden Friedersbach, Gradnitz, Großglobnitz, Jagenbach, Jahrings, Marbach am Walde, Oberstrahlbach, Rieggers, Rosenau Dorf, Rosenau Schloß, Stift Zwettl und Unterrabenthan nach Zwettl-Niederösterreich eingemeindet.

## Siedlungsentwicklung
Zum Jahreswechsel 1979/1980 befanden sich in der Katastralgemeinde Rosenau Schloß insgesamt 33 Bauflächen mit 22.388 m² und 27 Gärten auf 38.181 m², 1989/1990 gab es 33 Bauflächen. 1999/2000 war die Zahl der Bauflächen auf 92 angewachsen und 2009/2010 bestanden 46 Gebäude auf 91 Bauflächen.

## Bodennutzung
Die Katastralgemeinde ist landwirtschaftlich geprägt. 118 Hektar wurden zum Jahreswechsel 1979/1980 landwirtschaftlich genutzt und 86 Hektar waren forstwirtschaftlich geführte Waldflächen. 1999/2000 wurde auf 103 Hektar Landwirtschaft betrieben und 96 Hektar waren als forstwirtschaftlich genutzte Flächen ausgewiesen. Ende 2018 waren 102 Hektar als landwirtschaftliche Flächen genutzt und Forstwirtschaft wurde auf 94 Hektar betrieben. Die durchschnittliche Bodenklimazahl von Rosenau Schloß beträgt 23 (Stand 2010).